# جامعة سانت بطرسبرغ الحكومية لطب الأطفال
جامعة سانت بطرسبرغ الحكومية لطب الأطفال (بالروسية: Санкт-Петербургский государственный педиатрический медицинский университет)؛ إحدى أقدم وأكبر الكليات الطبية للأطفال في العالم والمنهج الجامعي الوحيد لطب الأطفال في أوروبا. وقد اسست في الاصل كمستشفى علاجي في عام 1904 وبعدها تحولت إلى معهد الامومة للابحاث في عام 1925 وفي عام 1935 أصبحت تعرف بمعهد لينينغراد لطب الأطفال وفي عام 1995 تحولت إلى اكاديمة سانكت بيتربورغ الحكومية لطب الأطفال وقد منحة في 27 أبريل 2012 مكانة جامعة.
الجامعة بالتناسق مع الأكاديمية العسكرية ومعهد الطب الأول حامل اسم إيفان بافلوف، يمثلون اعلى التقاليد الطبية لسانكت بطرسبوغ. وكان نتيجتها هي هذا السجل الحافل لعلماء فريدين في الطب يعملون في الجامعة لسنوات طويلة. 80% من كادر الاساتذة يحمل لقب بروفيسور. وللاكاديمية تاريخ طويل ومتواصل لتأهيل الطلاب الروس والاجانب كأطباء.
يوجد لدى الجامعة 9 كليات: (كلية طب الأطفال، كلية الطب العام، كلية الطب النفسي، كلية الطب الوقائي، كلية التمريض، كلية طب الأسنان، كلية الفيزياء الطبية، كلية الفيزياء الحيوية، كلية الدراسات العليا والمهنية). يوجد في الجامعة 50 شعبة ويعمل يها حوالي 700 استاذا متفرقا.
الحرم الجامعي يضم 20 مبنا يحوي على الكليات والاكلينيكات، قاعات المحاضرات، المستشفى الاكلينيكي والإدارة. الجامعة مرتبطة بأكثر من مائة مستوصف ودار للولادة والمسشفيات في مدينة سانكت بيتربورغ. وكل هذا يستخدم كمراكز للتدريب والتعليم هذا بجانب المستشفى التعليمي للجامعة والذي يحوي حوالي 815 سريرا حيث يتلقى فيها العلاج أكثر من 15 الف مريض في السنة الواحدة. والجامعة كذلك لها ارتباط وثيق باعرق وأشهر مستشفى اكلينيكي روسي المعروف بمستشفى مارينسكي ذات 1200 سريرا وكذلك بمستشفى المدينة رقم 2 ذات 2000 سريرا والتي تعتبر من أكبر المستشفيات في أوروبا. كما للجامعة علاقات واسعة مع غيرها من المنشئات الطبية المعروفة.
للجامعة اماكنيات واسعة للتعليم والدراسة فهناك غرف تشريح، المعامل الميكروسكوبية (المجهرية)، الكيميائية، البيوكيميائية (الكيمياء البيولوجية)، الميكروبيولوجيا (علم الجراثيم، علم الميكروبات)، الميكروسكوبات (المجاهر) الالكترونية، التصوير الطبي، الصور والرسوم البيانية والكمبيوتريا ومجمع رياضي. كل هذه الأشياء موجودة ومتوفرة في الحرم الجامعي. الجامعة تعتبر جذابة جدا بالنسبة للدراسات التخصصية العليا لما توفره من امكانيات كبيرة في المستشفيات والمستوصفات المجهزة بأحدث المعدات لدراسة الطلاب في كثير من التخصصات المختلفة. وفي الجامعة مكتبة تحوي أكثر من 000 700 كتابا وبها 172 مقعدا للزوار وكذلك يستفيد طلاب الجامعة من الامكانيات المتاحة لهم في التردد على مكتبة جامعة سانكت بطرسبورغ الحكومية الطبية المسماة باسم العالم إيفان بافلوف والأكاديمية العسكرية الطبية واللتان لا تبعدان أكثر من كيلومترين من الحرم الجامعي وأكاديمية سانت بطرسبورغ الحكومية الطبية التي تحمل اسم العالم إيليا ميتشنيكوف. البرنامج التعليمي في الأكاديمية يتماشى مع المعايير التعليمية الروسية منها والأمريكية لحاملي الدبلومات والشهادات